# FutureSex/LoveSounds
FutureSex/LoveSounds là album phòng thu thứ hai của ca sĩ người Mỹ Justin Timberlake, phát hành bởi hãng Jive Records vào ngày 12 tháng 9 năm 2006. Album đã dẫn đầu nhiều bảng xếp hạng album tại Úc, Canada, Ireland và Vương quốc Anh, cũng như nằm trong top 10 tại nhiều quốc gia. Tại Mỹ, album ra mắt tại vị trí thứ nhất với 684.000 bản, trở thành một trong những album có doanh số tuần đầu cao nhất năm 2006.
Album đã nhận được những đánh giá tích cực từ các nhà phê bình âm nhạc, ghi nhận sự ảnh hưởng từ nó, tạp chí Rolling Stone đã xếp album ở vị trí thứ 46 trong danh sách những album hay nhất của thập niên 2000. Tại lễ trao giải Grammy lần thứ 49 năm 2007, FutureSex/LoveSounds được đề cử Album giọng pop xuất sắc nhất và hạng mục quan trọng Album của năm. Tính đến nay, album đã bán được 10 triệu bản trên toàn thế giới, trong đó có 4 triệu bản tiêu thụ tại Mỹ. Album đã được đưa vào lưu trữ tại thư viện âm nhạc của Đại sảnh Danh vọng Rock and Roll. Album phát hành tổng cộng 6 đĩa đơn, trong đó có 3 đĩa đơn đầu đều lên ngôi quán quân tại Mỹ, và giúp Justin Timberlake giành được nhiều giải thưởng.

## Danh sách ca khúc
| STT              | Nhan đề                                               | Sáng tác                                                   | Sản xuất                            | Thời lượng |
| ---------------- | ----------------------------------------------------- | ---------------------------------------------------------- | ----------------------------------- | ---------- |
| 1.               | "FutureSex/LoveSound"                                 | Justin Timberlake, Timothy Mosley, Nate Hills              | Timbaland, Justin Timberlake, Danja | 4:01       |
| 2.               | "SexyBack" (song ca với Timbaland)                    | Timberlake, Mosley, Hills                                  | Timbaland, Justin Timberlake, Danja | 4:02       |
| 3.               | "Sexy Ladies/Let Me Talk to You (Prelude)"            | Timberlake, Mosley, Hills                                  | Timbaland, Justin Timberlake, Danja | 5:32       |
| 4.               | "My Love" (song ca với T.I.)                          | Timberlake, Mosley, Hills, Clifford Harris                 | Timbaland, Justin Timberlake, Danja | 4:36       |
| 5.               | "LoveStoned/I Think She Knows (Interlude)"            | Timberlake, Mosley, Hills                                  | Timbaland, Justin Timberlake, Danja | 7:23       |
| 6.               | "What Goes Around.../...Comes Around (Interlude)"     | Timberlake, Mosley, Hills                                  | Timbaland, Justin Timberlake, Danja | 7:28       |
| 7.               | "Chop Me Up" (song ca với Timbaland và Three 6 Mafia) | Timberlake, Mosley, Hills, Jordan Houston, Paul Beauregard | Timbaland, Justin Timberlake, Danja | 5:04       |
| 8.               | "Damn Girl" (song ca với will.i.am)                   | Timberlake, William Adams, James Davis                     | Jawbreakers                         | 5:12       |
| 9.               | "Summer Love/Set the Mood (Prelude)"                  | Timberlake, Mosley, Hills                                  | Timbaland, Justin Timberlake, Danja | 6:24       |
| 10.              | "Until the End of Time"                               | Timberlake, Mosley, Hills                                  | Timbaland, Justin Timberlake, Danja | 5:22       |
| 11.              | "Losing My Way"                                       | Timberlake, Mosley, Hills                                  | Timbaland, Justin Timberlake, Danja | 5:22       |
| 12.              | "(Another Song) All Over Again"                       | Timberlake, Matt Morris                                    | Rick Rubin                          | 5:45       |
| Tổng thời lượng: | Tổng thời lượng:                                      | Tổng thời lượng:                                           | Tổng thời lượng:                    | 66:12      |

| Bonus Track tại Anh | Bonus Track tại Anh             | Bonus Track tại Anh               | Bonus Track tại Anh | Bonus Track tại Anh |
| STT                 | Nhan đề                         | Sáng tác                          | Sản xuất            | Thời lượng          |
| ------------------- | ------------------------------- | --------------------------------- | ------------------- | ------------------- |
| 13.                 | "Pose" (song ca với Snoop Dogg) | Timberlake, Calvin Broadus, Adams | will.i.am           | 4:46                |
| Tổng thời lượng:    | Tổng thời lượng:                | Tổng thời lượng:                  | Tổng thời lượng:    | 70:59               |

| Bonus Tracks phiên bản tại Nhật | Bonus Tracks phiên bản tại Nhật | Bonus Tracks phiên bản tại Nhật   | Bonus Tracks phiên bản tại Nhật     | Bonus Tracks phiên bản tại Nhật |
| STT                             | Nhan đề                         | Sáng tác                          | Sản xuất                            | Thời lượng                      |
| ------------------------------- | ------------------------------- | --------------------------------- | ----------------------------------- | ------------------------------- |
| 13.                             | "Pose" (song ca với Snoop Dogg) | Timberlake, Calvin Broadus, Adams | will.i.am                           | 4:46                            |
| 14.                             | "Boutique In Heaven"            | Justin Timberlake, Mosley, Hills  | Timbaland, Justin Timberlake, Danja | 4:08                            |

| Bonus Tracks phiên bản Sang trọng | Bonus Tracks phiên bản Sang trọng                                           | Bonus Tracks phiên bản Sang trọng | Bonus Tracks phiên bản Sang trọng   | Bonus Tracks phiên bản Sang trọng |
| STT                               | Nhan đề                                                                     | Sáng tác                          | Sản xuất                            | Thời lượng                        |
| --------------------------------- | --------------------------------------------------------------------------- | --------------------------------- | ----------------------------------- | --------------------------------- |
| 13.                               | "Until the End of Time" (featuring Beyoncé)                                 | Timberlake, Mosley, Hills         | Timbaland, Justin Timberlake, Danja | 5:22                              |
| 14.                               | "SexyBack" (DJ Wayne Williams Ol' Skool Remix) (song ca với Missy Elliott)) | Timberlake, Mosley, Hills         | Timbaland, Justin Timberlake, Danja | 4:16                              |
| 15.                               | "Sexy Ladies" (song ca với 50 Cent)                                         | Timberlake, Mosley, Hills         | Timbaland, Justin Timberlake, Danja | 3:50                              |
| Tổng thời lượng:                  | Tổng thời lượng:                                                            | Tổng thời lượng:                  | Tổng thời lượng:                    | 89:40                             |

| Bonus DVD Phiên bản sang trọng | Bonus DVD Phiên bản sang trọng                                             | Bonus DVD Phiên bản sang trọng |
| STT                            | Nhan đề                                                                    | Thời lượng                     |
| ------------------------------ | -------------------------------------------------------------------------- | ------------------------------ |
| 1.                             | "SexyBack" (Hậu trường)                                                    |                                |
| 2.                             | "SexyBack" (Phỏng vấn đạo diễn Michael Haussmann)                          |                                |
| 3.                             | "SexyBack" (Video ca nhạc)                                                 |                                |
| 4.                             | "My Love" (Phỏng vấn đạo diễn Paul Hunter)                                 |                                |
| 5.                             | "My Love" (Video ca nhạc)                                                  |                                |
| 6.                             | "What Goes Around... Comes Around" (Hậu trường)                            |                                |
| 7.                             | "What Goes Around... Comes Around" (Video ca nhạc)                         |                                |
| 8.                             | "Lovestoned" (Phỏng vấn đạo diễn Robert Hales)                             |                                |
| 9.                             | "LoveStoned" (Video ca nhạc)                                               |                                |
| 10.                            | "LoveStoned" (Trực tiếp từ Prive, Paris)                                   |                                |
| 11.                            | "My Love" (Live on Parkinson)                                              |                                |
| 12.                            | "SexyBack / My Love / LoveStoned" (Trình diễn tại Giải thưởng MTV châu Âu) |                                |
| 13.                            | "My Love / SexyBack" (Trình diễn tại MTV VMA:)                             |                                |

Bonus Track
| #   | Tên                                               | Nhạc sĩ |      |
| --- | ------------------------------------------------- | ------- | ---- |
| 13. | "Pose" (hợp tác với Snoop Dogg) (tại Nhật và Anh) |         | 4:47 |

## Xếp hạng
| Bảng xếp hạng (2006–2014)                | Vị trí cao nhất |
| ---------------------------------------- | --------------- |
| Album Úc (ARIA)                          | 1               |
| Album Áo (Ö3 Austria)                    | 5               |
| Album Bỉ (Ultratop Vlaanderen)           | 5               |
| Album Bỉ (Ultratop Wallonie)             | 2               |
| Album Canada (Billboard)                 | 1               |
| Album Đan Mạch (Hitlisten)               | 3               |
| Album Hà Lan (Album Top 100)             | 4               |
| Album Phần Lan (Suomen virallinen lista) | 5               |
| Album Pháp (SNEP)                        | 5               |
| Album Đức (Offizielle Top 100)           | 3               |
| Album Hungary (Mahasz)                   | 20              |
| Album Ireland (IRMA)                     | 1               |
| Album Ý (FIMI)                           | 7               |
| Album Nhật Bản (Oricon)                  | 18              |
| Album New Zealand (RMNZ)                 | 4               |
| Album Na Uy (VG-lista)                   | 5               |
| Album Ba Lan (ZPAV)                      | 1               |
| Album Bồ Đào Nha (AFP)                   | 20              |
| Album Tây Ban Nha (PROMUSICAE)           | 30              |
| Album Thụy Điển (Sverigetopplistan)      | 2               |
| Album Thụy Sĩ (Schweizer Hitparade)      | 2               |
| Album Anh Quốc (OCC)                     | 1               |
| Album Anh Quốc R&B (OCC)                 | 1               |
| Mỹ Billboard 200                         | 1               |
| Mỹ Top R&B/Hip Hop Albums (Billboard)    | 1               |

| Bảng xếp hạng (2006)                  | Vị trí |
| ------------------------------------- | ------ |
| Album Úc (ARIA)                       | 34     |
| Urban Album Úc (ARIA)                 | 4      |
| Album Áo (Ö3 Austria)                 | 68     |
| Album Bỉ (Ultratop Flanders)          | 37     |
| Album Bỉ (Ultratop Wallonia)          | 66     |
| Album Hà Lan (Album Top 100)          | 33     |
| Album Pháp (SNEP)                     | 73     |
| Album Đức (Offizielle Top 100)        | 42     |
| Album Ireland (IRMA)                  | 15     |
| Album New Zealand (RMNZ)              | 19     |
| Album Thụy Điển (Sverigetopplistan)   | 23     |
| Album Thụy Sĩ (Schweizer Hitparade)   | 27     |
| Album Anh quốc (OCC)                  | 25     |
| Billboard 200 Mỹ                      | 18     |
| Top R&B/Hip-Hop Albums Mỹ (Billboard) | 13     |

| Bảng xếp hạng (2007)                  | Vị trí |
| ------------------------------------- | ------ |
| Album Úc (ARIA)                       | 3      |
| Urban Albums Úc (ARIA)                | 1      |
| Album Áo (Ö3 Austria)                 | 27     |
| Album Bỉ (Ultratop Flanders)          | 10     |
| Album Bỉ (Ultratop Wallonia)          | 31     |
| Album Pháp (SNEP)                     | 35     |
| Album Đức (Offizielle Top 100)        | 10     |
| Album Ý (FIMI)                        | 41     |
| Album New Zealand (RMNZ)              | 6      |
| Album Thụy Điển (Sverigetopplistan)   | 22     |
| Album Thụy Sĩ (Schweizer Hitparade)   | 14     |
| Album Anh (OCC)                       | 16     |
| Billboard 200 Mỹ                      | 7      |
| Top R&B/Hip-Hop Albums Mỹ (Billboard) | 10     |

| Bảng xếp hạng (2008)                  | Vị trí |
| ------------------------------------- | ------ |
| Album Úc (ARIA)                       | 65     |
| Billboard 200 Mỹ                      | 126    |
| Top R&B/Hip-Hop Albums Mỹ (Billboard) | 65     |

| Bảng xếp hạng (2000–2009) | Vị trí |
| ------------------------- | ------ |
| Album Úc (ARIA)           | 29     |
| Billboard 200 Mỹ          | 20     |

## Chứng nhận
| Quốc gia | Chứng nhận  | Số đơn vị/doanh số chứng nhận |
| --- | ----------- | ----------------------------- |
| Argentina (CAPIF) | Vàng        | 20.000^                       |
| Úc (ARIA) | 6× Bạch kim | 420.000^                      |
| Áo (IFPI Áo) | Vàng        | 15.000*                       |
| Bỉ (BEA) | 2× Bạch kim | 100.000*                      |
| Brasil (Pro-Música Brasil) | Vàng        | 30.000*                       |
| Canada (Music Canada) | 5× Bạch kim | 500.000^                      |
| Đan Mạch (IFPI Đan Mạch) | 7× Bạch kim | 140.000‡                      |
| Phần Lan (Musiikkituottajat) | Vàng        | 18,005                        |
| Pháp (SNEP) | Bạch kim    | 200.000*                      |
| Đức (BVMI) | 2× Bạch kim | 600.000^                      |
| Hungary (Mahasz) | Vàng        | 5.000^                        |
| Ireland (IRMA) | 6× Bạch kim | 90.000^                       |
| Nhật Bản (RIAJ) | Vàng        | 100.000^                      |
| New Zealand (RMNZ) | 3× Bạch kim | 45.000^                       |
| Ba Lan (ZPAV) | Bạch kim    | 20.000*                       |
| Bồ Đào Nha (AFP) | Vàng        | 10.000^                       |
| Nga (NFPF) | Kim cương   | 200.000*                      |
| Hàn Quốc | —           | 10,975                        |
| Thụy Sĩ (IFPI) | 2× Bạch kim | 60.000^                       |
| Anh Quốc (BPI) | 4× Bạch kim | 1,182,051                     |
| Hoa Kỳ (RIAA) | 4× Bạch kim | 4.720.000                     |
| Tổng hợp |             |                               |
| Châu Âu (IFPI) | Bạch kim    | 1.000.000*                    |
| * Chứng nhận dựa theo doanh số tiêu thụ. ^ Chứng nhận dựa theo doanh số nhập hàng. ‡ Chứng nhận dựa theo doanh số tiêu thụ và phát trực tuyến. |             |                               |